# Карреньо, Хуан
Хуа́н Карре́ньо Сандова́ль (исп. Juan Carreño Sandoval, 14 августа 1907, Мехико, Мексика — 16 декабря 1940, там же) — мексиканский футболист, нападающий. Выступал за клуб «Атланте» и сборную Мексики. Участник Олимпийских игр 1928 года и чемпионата мира 1930 года.

## Биография
Хуан Карреньо родился в бедном квартале Мехико. Играя там в футбол большую часть свободного времени, он приобрёл популярность и вскоре получил приглашение от клуба «Атланте». Начав выступать за «Атланте» в 1925 году, Карреньо провёл в этом клубе всю свою карьеру. Товарищи по клубу и сборной, братья Росас, предлагали ему работу в булочной, но он отказывался, всецело отдаваясь футболу.
Карреньо был необычным футболистом, не слишком приверженным правилам. Его отличали хитрость и склонность к разного рода проделкам, которые проявлялись как на футбольном поле, так и вне его.
За сборную Мексики провёл 8 матчей, забил 2 гола. Принял участие в Олимпийских играх 1928 года, где отметился забитым голом в матче с испанцами. Спустя два года вместе с мексиканской командой совершил путешествие в Уругвай на первое в истории мировое первенство. Забив гол в ворота французов на 70-й минуте матча открытия, стал первым мексиканским футболистом, забившим гол на чемпионате мира.
| Матчи и голы Хуана Карреньо за сборную Мексики | Матчи и голы Хуана Карреньо за сборную Мексики | Матчи и голы Хуана Карреньо за сборную Мексики | Матчи и голы Хуана Карреньо за сборную Мексики | Матчи и голы Хуана Карреньо за сборную Мексики | Матчи и голы Хуана Карреньо за сборную Мексики | Матчи и голы Хуана Карреньо за сборную Мексики |
| ---------------------------------------------- | ---------------------------------------------- | ---------------------------------------------- | ---------------------------------------------- | ---------------------------------------------- | ---------------------------------------------- | ---------------------------------------------- |
| №                                              | Дата                                           | Место проведения                               | Соперник                                       | Счёт                                           | Голы                                           | Турнир                                         |
| 1                                              | 30 мая 1928                                    | Амстердам, Нидерланды                          | Испания                                        | 1:7                                            | 1                                              | Олимпийские игры 1928                          |
| 2                                              | 5 июня 1928                                    | Амстердам, Нидерланды                          | Чили                                           | 1:3                                            | -                                              | Олимпийские игры 1928                          |
| 3                                              | 13 июля 1930                                   | Монтевидео, Уругвай                            | Франция                                        | 1:4                                            | 1                                              | Чемпионат мира 1930                            |
| 4                                              | 16 июля 1930                                   | Монтевидео, Уругвай                            | Чили                                           | 0:3                                            | -                                              | Чемпионат мира 1930                            |
| 5                                              | 19 июля 1930                                   | Монтевидео, Уругвай                            | Аргентина                                      | 3:6                                            | -                                              | Чемпионат мира 1930                            |
| 6                                              | 4 марта 1934                                   | Мехико, Мексика                                | Куба                                           | 3:2                                            | -                                              | Отборочный матч к ЧМ 1934                      |
| 7                                              | 11 марта 1934                                  | Мехико, Мексика                                | Куба                                           | 5:0                                            | -                                              | Отборочный матч к ЧМ 1934                      |
| 8                                              | 24 мая 1934                                    | Рим, Италия                                    | США                                            | 2:4                                            | -                                              | Отборочный матч к ЧМ 1934                      |

Итого: 8 матчей / 2 гола; 2 победы, 0 ничьих, 6 поражений.
Умер от аппендицита в возрасте 33 лет.